# John Carter (Politiker, 1941)

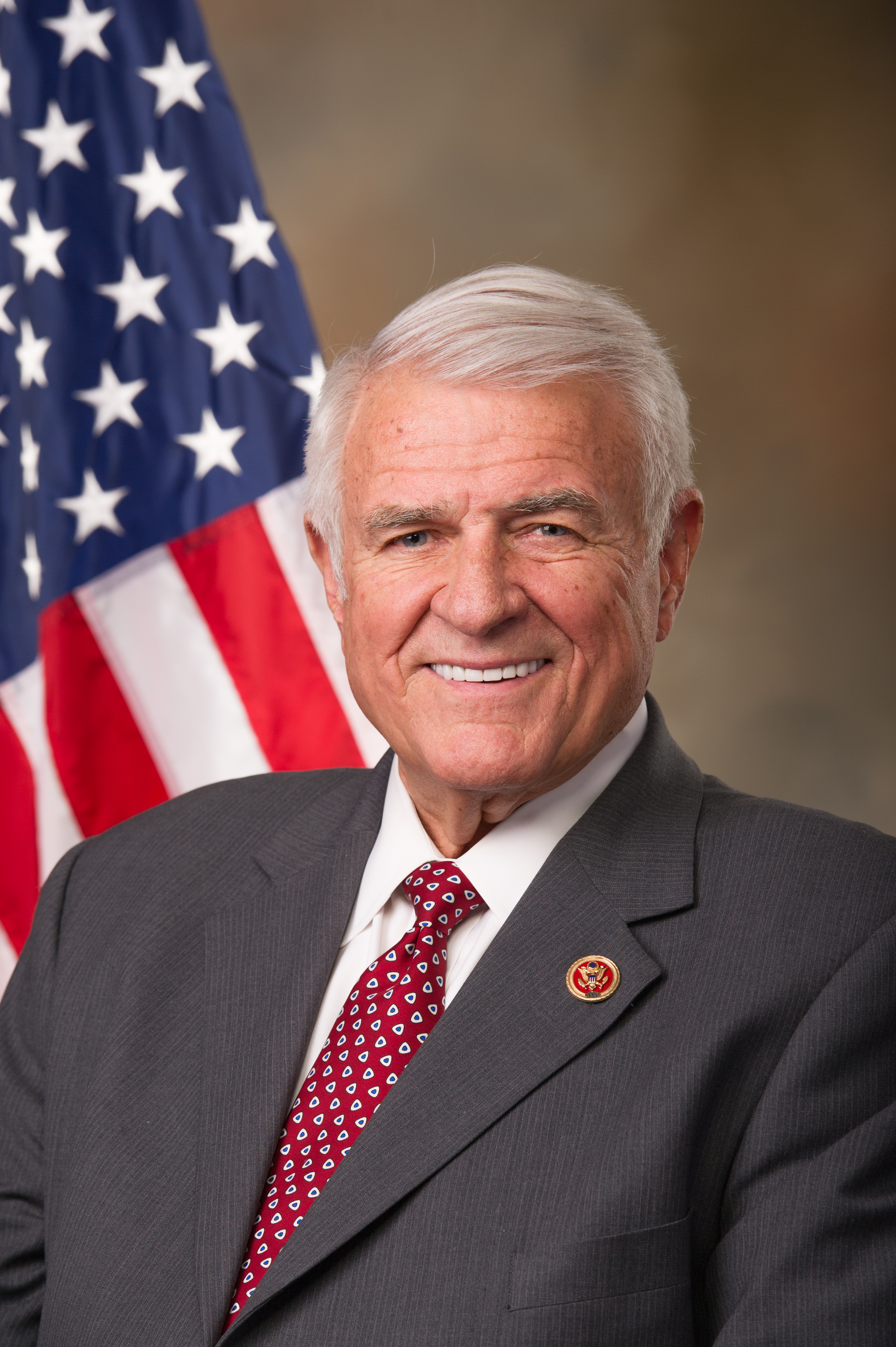
John Carter (2013)

John Rice Carter (* 6. November 1941 in Houston, Texas) ist ein US-amerikanischer ehemaliger Richter und Politiker der Republikanischen Partei. Seit Januar 2003 vertritt er den 31. Distrikt von Texas im Repräsentantenhaus der Vereinigten Staaten. Er bekleidete zwischen 2007 und 2013 das Amt des Republican Conference Secretary.

## Biografie
John Carter besuchte bis 1960 die Bellaire High School in Houston. Im Jahr 1964 erlangte er einen Bachelor of Arts in Geschichtswissenschaften an der Texas Tech University. An der University of Texas at Austin studierte er Rechtswissenschaften und schloss dies 1969 mit dem akademischen Grad Juris Doctor (J.D.) ab.
Nach dem Studium arbeitete Carter als Rechtsberater für den Ausschuss für Landwirtschaft des Repräsentantenhauses von Texas. Anschließend betrieb er eine private Anwaltskanzlei in Round Rock. Im Jahr 1981 wurde Carter als Richter für den 277. Gerichtsbezirk im Williamson County ernannt. Ein Jahr später wurde er auf diese Position gewählt, womit er der erste Republikaner war, der auf eine countyweite Position im Williamson County gewählt wurde.
Er ist mit seiner Frau Erika seit über 53 Jahren verheiratet. Mit ihr hat er vier erwachsene Kinder.

## Politik
Carter schied 2001 aus dem Richteramt aus, um im Jahr 2000 für den neu geschaffenen 31. Kongresswahlbezirk im US-Repräsentantenhaus zu kandidieren. In der Republikanischen Vorwahl wurde er hinter Peter Wareing zweiter. Im Runoff konnte er ihn aber mit 56,8 % besiegen. Carter setzte sich bei den allgemeinen Wahlen 2002 am 3. November, mit 69,1 % der Stimmen gegen den Demokraten David Bagley, sowie drei weitere Bewerber durch. Am 3. Januar 2003 konnte er sein Mandat im US-Repräsentantenhaus antreten. Nachdem er bei allen folgenden zehn Wahlen zwischen 2004 und 2024 jeweils bestätigt wurde, kann er sein Mandat bis heute ausüben. Er wurde danach immer mit mehr als 50 % der Stimmen wiedergewählt. Sein bestes Ergebnis erzielte er abgesehen von der Wahl 2022, bei der er ohne Gegenkandidaten gewählt wurde, bei den Wahlen 2010 mit 82,5 %, und das schlechteste Wiederwahlergebnis hatte er im Jahr 2018 mit 50,6 % der Stimmen. Seine aktuelle, insgesamt zwölfte Legislaturperiode im Repräsentantenhaus des 119. Kongresses läuft noch bis zum 3. Januar 2027.[veraltet]
Ursprünglich repräsentierte Carter einen Bezirk, der sich von den Vororten Austins bis zu den Vororten von Houston ausdehnte und auch College Station mit der Texas A&M University einschloss. Durch die Änderung der Bezirksgrenzen im Jahr 2003 repräsentiert Carter nun einen Bezirk, der von den Vororten im Norden Austins bis nach Stephenville reicht. Im 31. Distrikt liegt jetzt auch Fort Hood, Standort der 1. Kavalleriedivision und der 4. Infanteriedivision der US Army.

### Ausschüsse
Carter ist aktuell Mitglied in folgenden Ausschüssen des Repräsentantenhauses:
- Committee on Appropriations
  - Commerce, Justice, Science, and Related Agencies
  - Defense
  - Military Construction, Veterans Affairs, and Related Agencies

Außerdem gehört er dem Republican Study Committee an. Darüber hinaus ist er Mitglied in mehreren Congressional Caucuses. Darunter ist auch der der Tea-Party-Bewegung nahe stehende Tea Party Caucus. Am 17. November 2006 wurde er von seinen Parteikollegen zum Republican Conference Secretary gewählt. Dieses Amt bekleidete er bis 2011. Am besten bekannt ist Carter als der Autor eines Gesetzes, welches es leichter macht, Identitätsdiebstahl nachzuweisen und das für Täter harte Strafen vorsieht. Das Gesetz wurde 2004 von Präsident George W. Bush unterzeichnet.

### Kontroverse
Carter gehörte zu den Mitgliedern des Repräsentantenhauses, die bei der Auszählung der Wahlmännerstimmen bei der Präsidentschaftswahl 2020 für die Anfechtung des Wahlergebnis stimmten. Präsident Trump hatte wiederholt propagiert, dass es umfangreichen Wahlbetrug gegeben hätte, so dass er sich als Sieger der Wahl sah. Für diese Behauptungen wurden keinerlei glaubhafte Beweise eingebracht. Der Supreme Court wies eine entsprechende Klage mit großer Mehrheit ab, wobei sich auch alle drei von Trump nominierten Richter gegen die Klage stellten.